# Wilho Sjöström
Frans Wilhelm (Wilho) Sjöström (né le 22 avril 1873 à Iisalmi – mort le 16 novembre 1944 à Viitasaari) est un peintre et professeur finlandais.

## Biographie
Durant les années 1891-1893, Wilho Sjöström étudie à l'école de dessin de l'association des arts d'Helsingfors.
De 1893 à 1894, il est l'élève de Akseli Gallen-Kallela à  Sääksmäki . 
De 1894 à 1897, il étudie aussi à l'Académie Julian à Paris.
En 1899, il est l'élève de Peder Severin Krøyer à Copenhague.
En 1903-1904, il étudie à la Scuola libera del Nudo de Florence.
Il pratique aussi son art à Rome et à Londres.
Wilho Sjöström expose ses œuvres pour la première fois à Paris en 1897 et l'année suivante à  Helsingfors.

## Œuvres

### Tableaux
Parmi ses œuvres nombreuses :
- Pilvinen päivä, 1902
- Kylväjä, 1904
- Hiekkakuoppa, 1907
- Kesäilta 1912
- Portrait de Johan Jakob Tikkanen, 1913
- Onkivia poikia, 1913
- St. Paul, 1925
- Vuorolaiva, 1935
- Jokimaisema kevättalvella, 1936

### Autres œuvres
- Retable de l'église de Korpilahti, 1904
- Retable de l'église d'Ähtäri, 1906
- Peintures murales de l'immeuble Uschakoff, Helsinki, 1916.

## Galerie

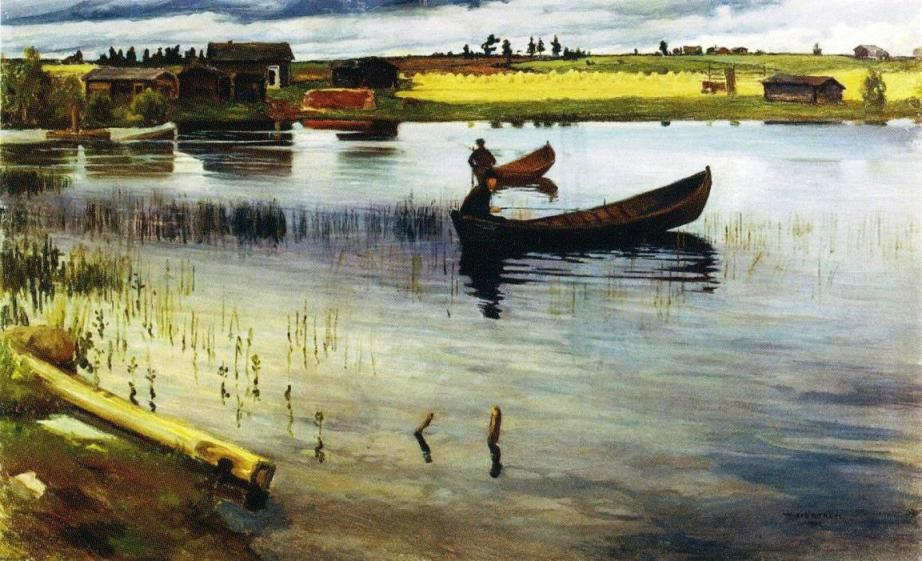
Pilvinen päivä (1902).
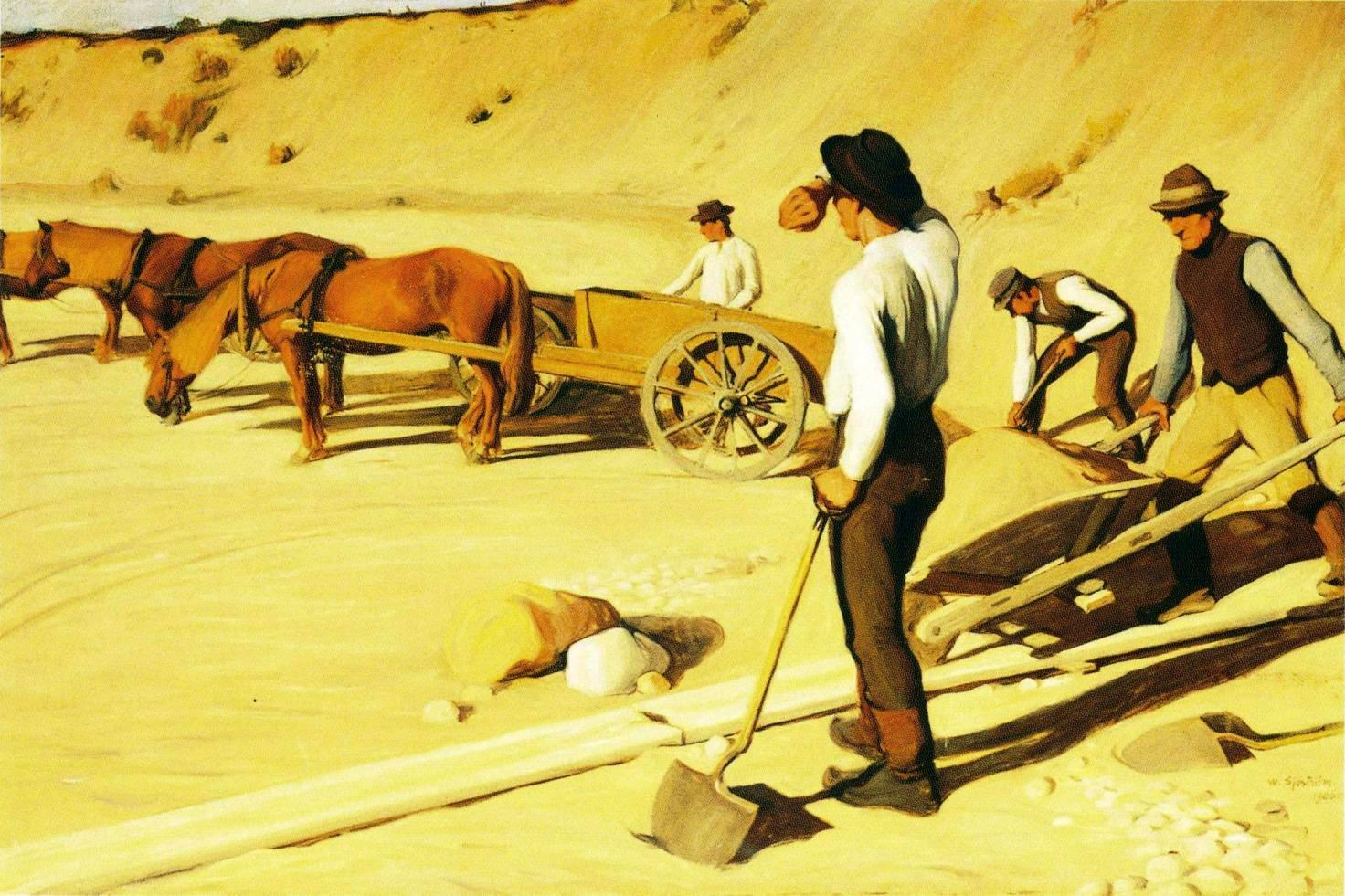
Hiekkakuoppa (1906).
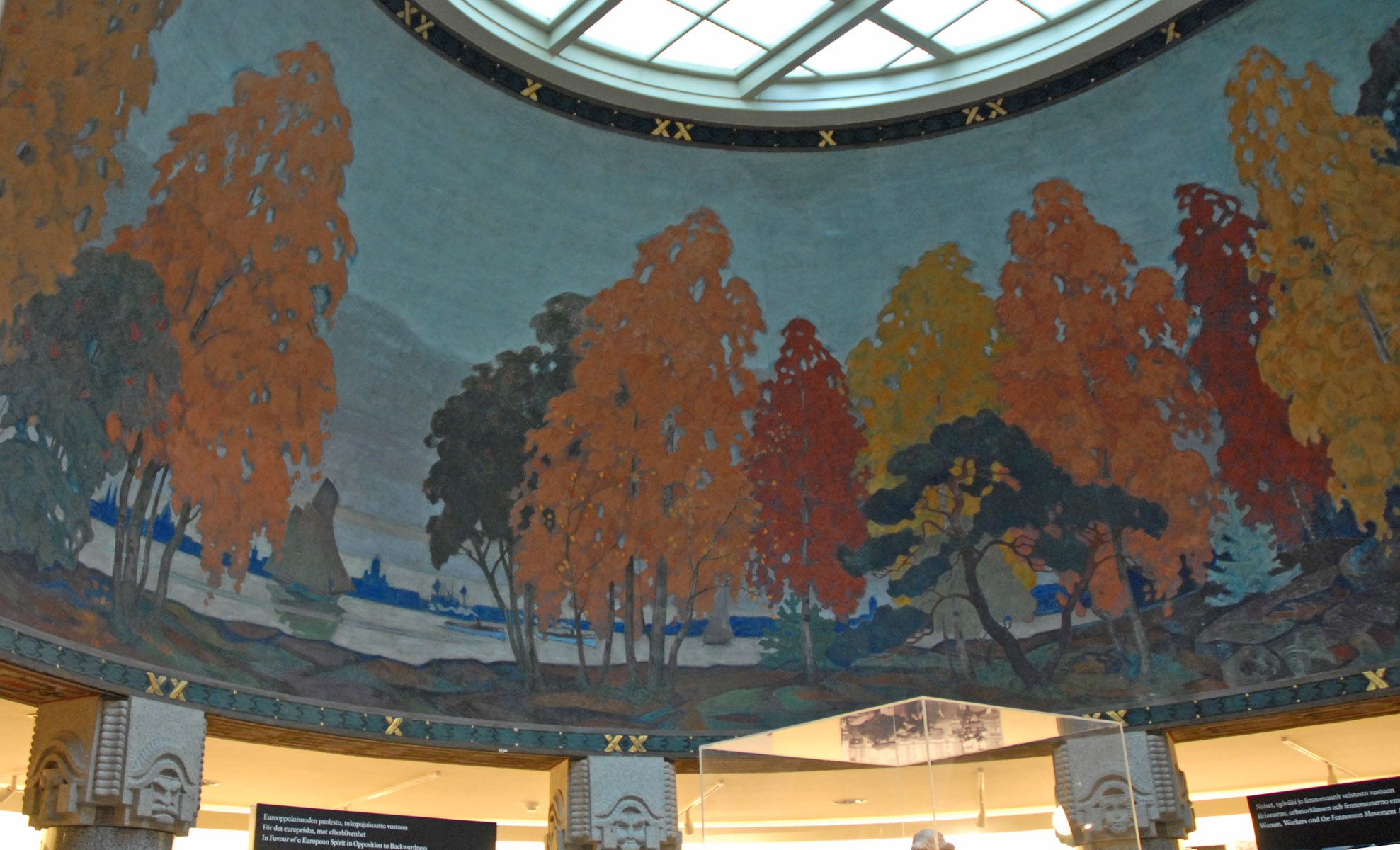
Peintures murales de l'immeuble Uschakoff.
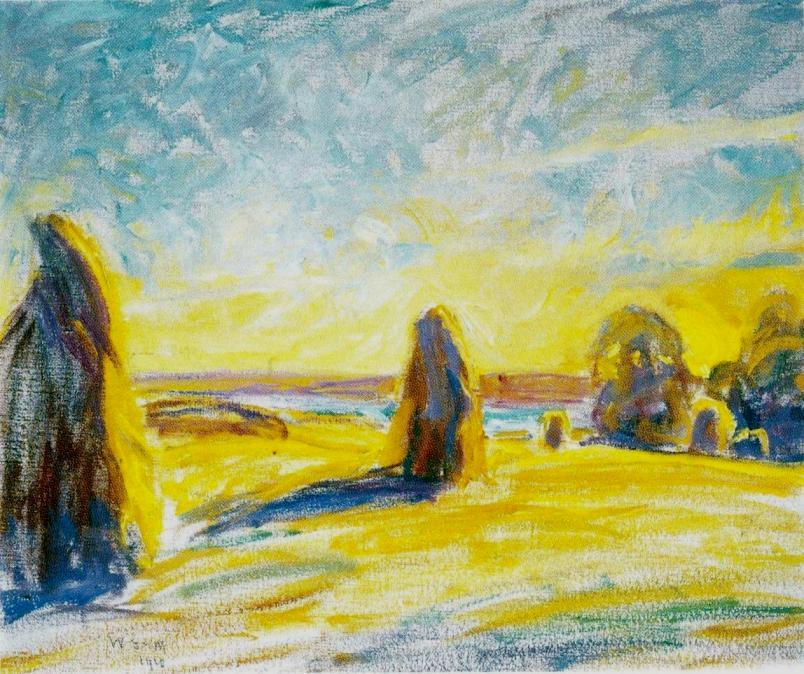
Elopelto (1910).

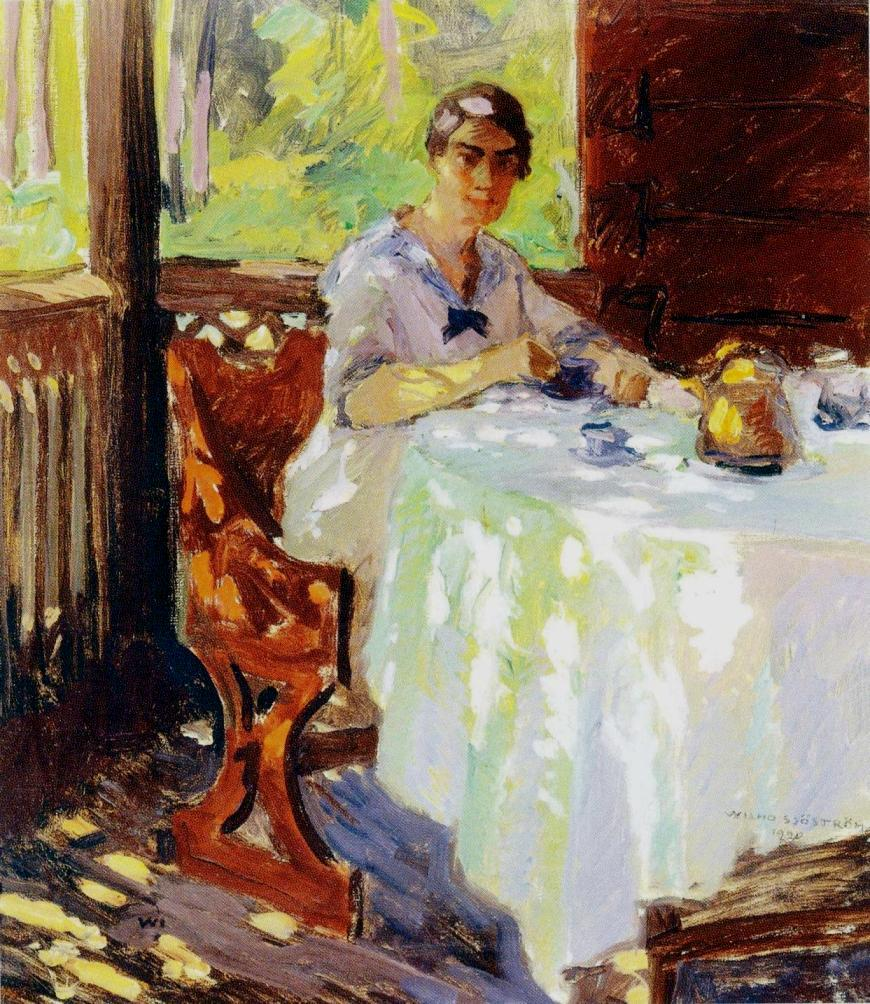
Aamukahvit terassilla.
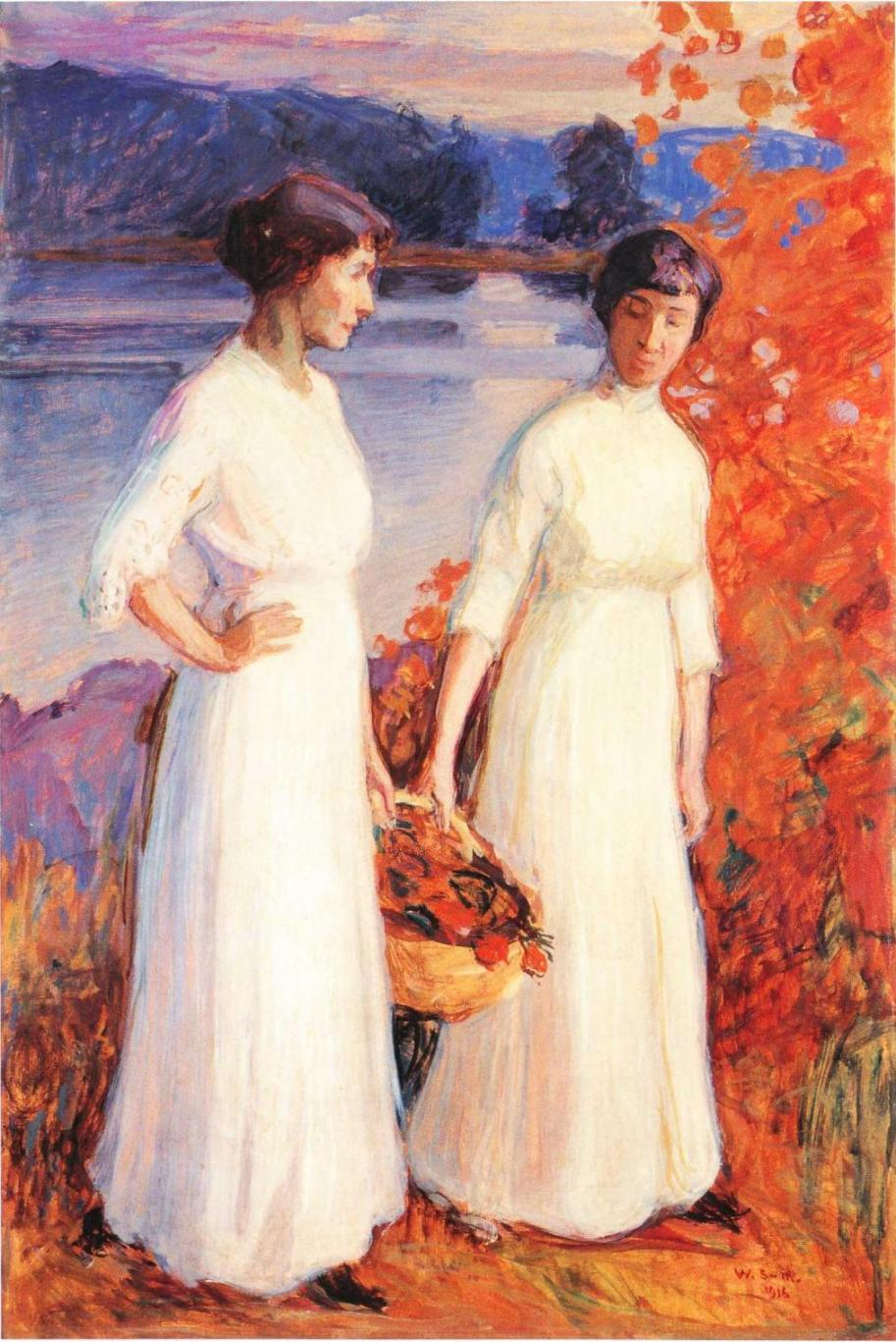
Kaksi naista.
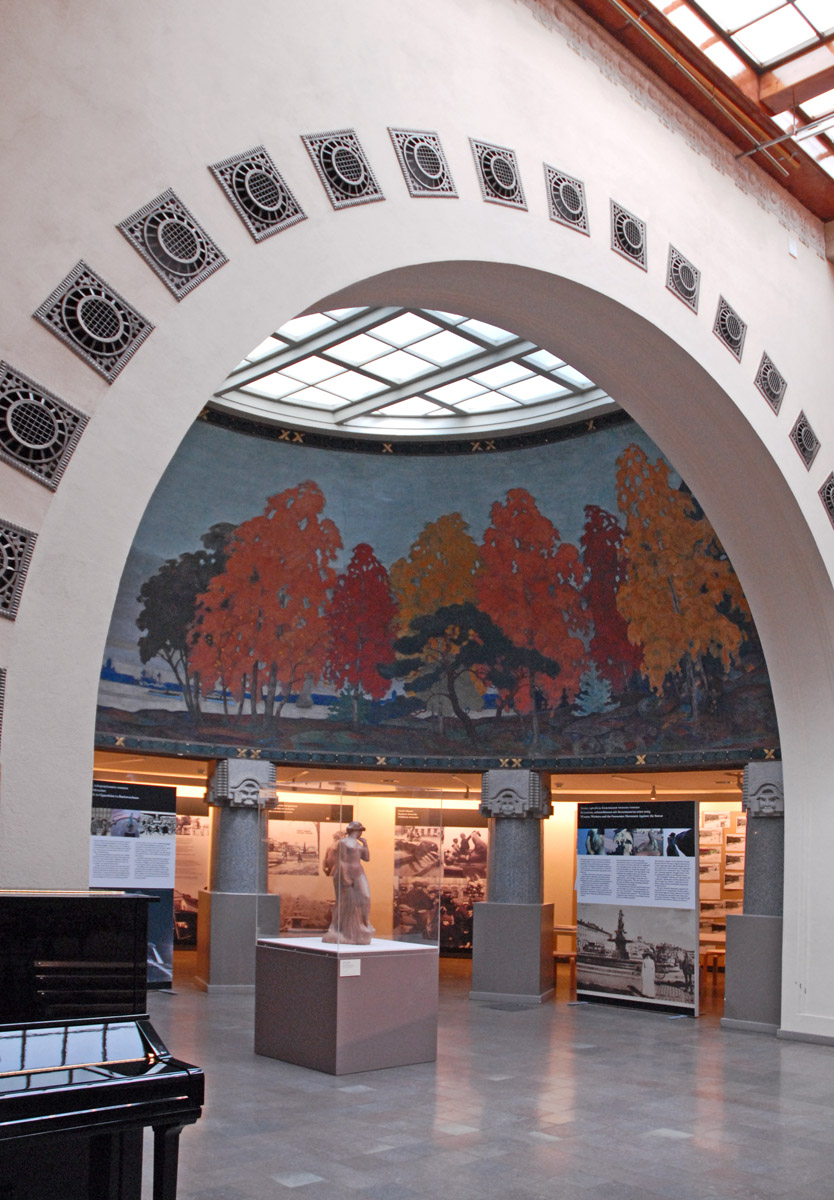
Hall de l'immeuble Uschakoff.
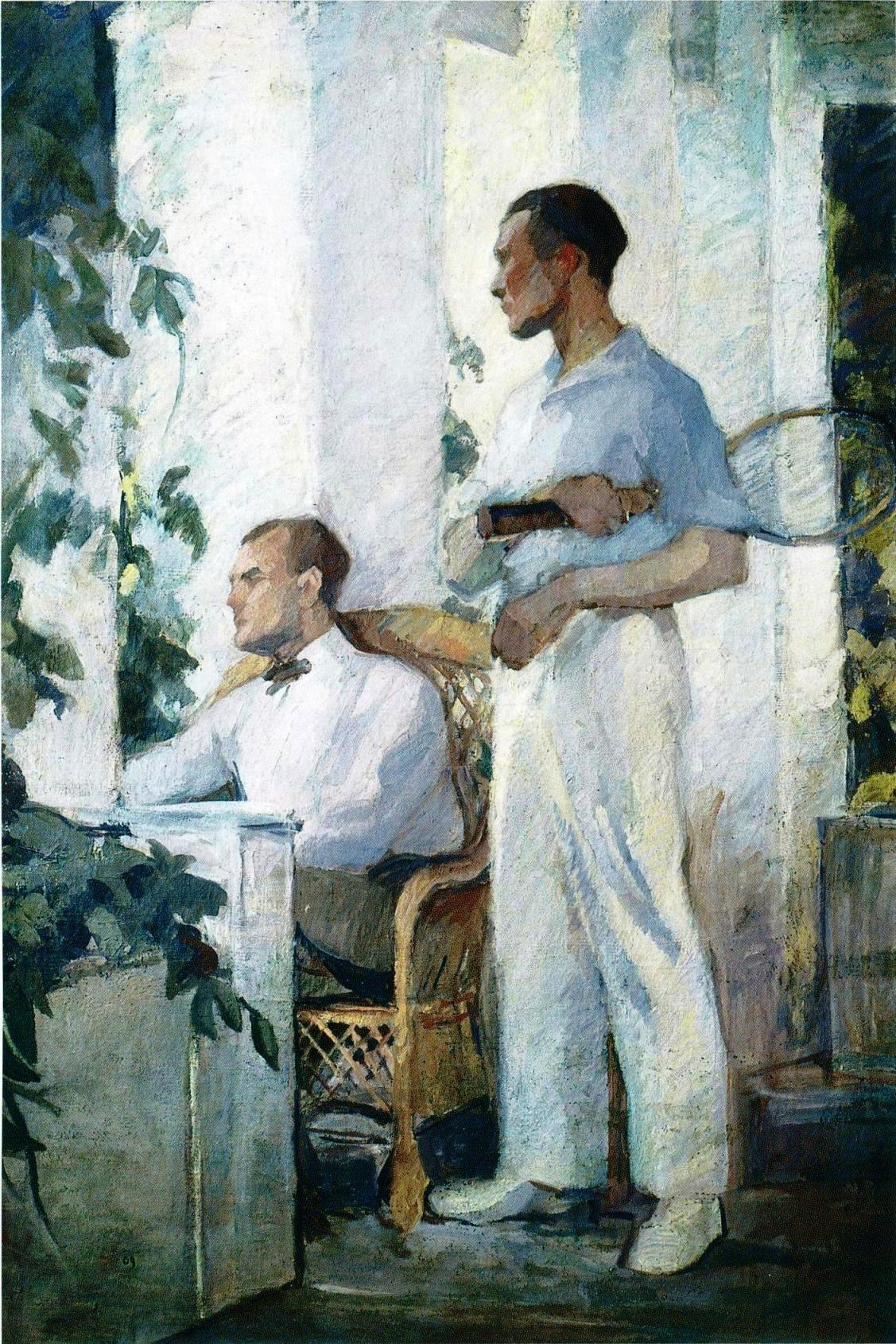
Tenniksenpelaajat.